# Amerila radama
Amerila radama là một loài bướm đêm thuộc phân họ Arctiinae, họ Erebidae.